# 대도중학교
대도중학교(大都中學校)는 대한민국 경상북도 포항시 북구 환호동에 있는 공립 중학교이다.

## 학교 연혁
- 1980년 12월 25일 : 대도중학교 설립인가(30학급)
- 1981년 3월 1일 : 초대 김옥진 교장 취임
- 1981년 10월 15일 : 개교 기념일로 정함
- 1990년 3월 2일 : 대도동 74-1에서 환호동 493번지로 이전
- 1993년 3월 1일 : 학교명 한자 표기 변경 (大島를 大都로)
- 2023년 1월 12일 : 제40회 졸업식(졸업생 297명, 누계 18,067명)
- 2024년 1월 5일 : 졸업생(274명, 누계 18,341명)
- 2024년 3월 1일 : 제21대 김성태 교장 취임
- 2024년 3월 4일 : 2024학년도 입학식(신입생 288명)

## 학교 위치
- 1981년 3월 1일 ~ 1990년 2월 28일 : 남구 대해로 82 (대도동 / 現 상대초등학교)
- 1990년 3월 2일 ~ : 북구 삼호로509번길 12 (환호동)

## 참고 자료
- 대도중학교 - 한국교육학술정보원 학교알리미